# Diana Am Wildpark

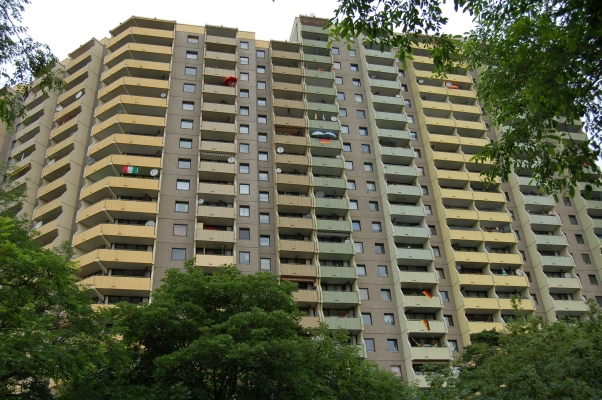
Elsa-Brändström-Straße, Wohnanlage "Diana Am Wildpark" (2006)

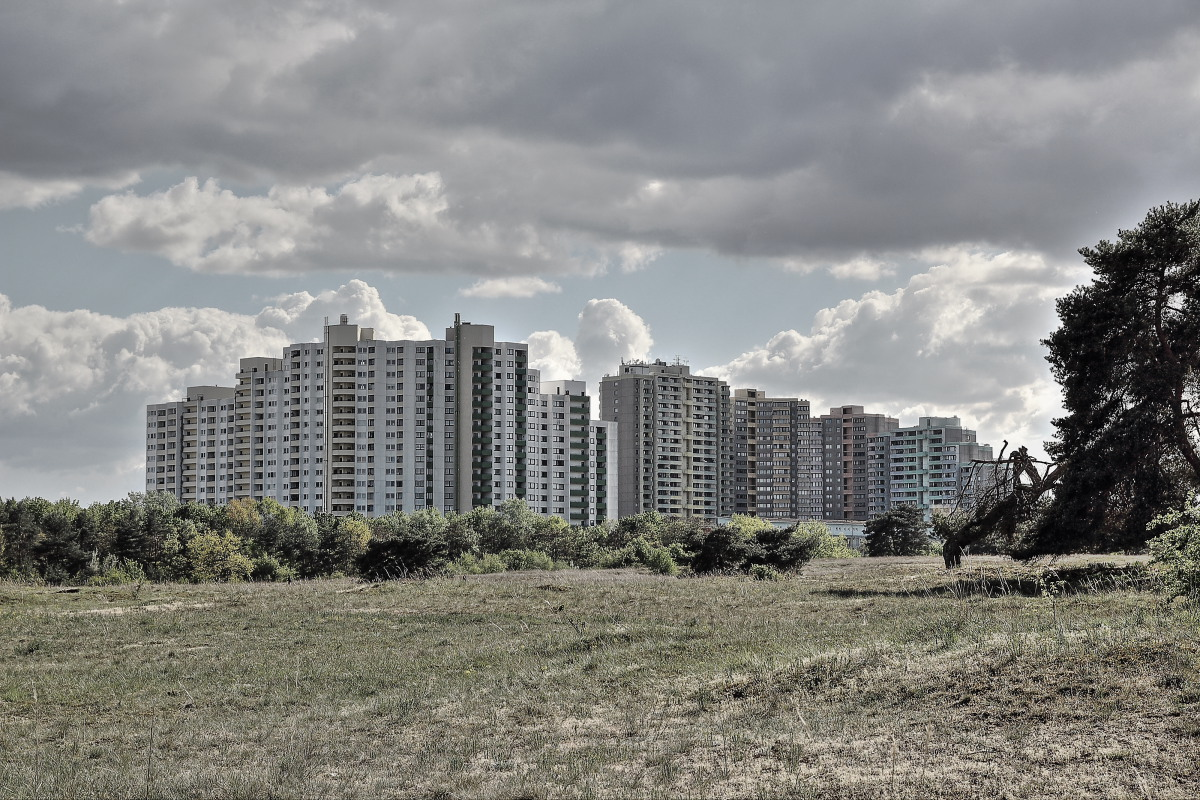
Vom Mainzer Sand aus gesehen (2014)

Der Wohnkomplex Diana Am Wildpark im Mainzer Stadtteil Gonsenheim ist mit seinen 23 Stockwerken der größte in Rheinland-Pfalz. Er wird – nach der ihn durchziehenden Elsa-Brändström-Straße – auch Elsa genannt. Zwischen 1200 und 1500 Menschen leben hier in 612 Wohneinheiten.

## Geschichte
1972/73 wurde zunehmend Mainzer Wohnraum in die Außenbezirke verlegt, so auch nach Gonsenheim. Es entstanden auch die Hochhäuser an und um die Elsa-Brändström-Straße, zu denen auch die Elsa gehört. In dem Komplex leben heute rund (2016) 6000 Menschen aus 80 Nationen.

## Infrastruktur
Zur Infrastruktur zählen Kiosk, Apotheke, Paketversandstation (Hermes), Änderungsschneiderei inklusive Reinigung, Schönheitssalon, Dönerladen, Obst- und Gemüsegeschäft, sowie ein Lebensmitteldiscounter Elsa Supermarkt (vormals Treff 3000, ein Getränkehandel, zuvor REWE Einzelhandel). Die Anschlussstelle Gonsenheim der A 643 führt nahe dem Gebäude vorbei. Mit den Linien 62 und 6 der Mainzer Verkehrsgesellschaft ist Diana an das Busnetz von Mainz und Wiesbaden angeschlossen.
In der Nähe befindet sich der namensgebende Wildpark Mainz-Gonsenheim sowie das Naturschutzgebiet Großer Sand.